# Schleching
Schleching ist eine Gemeinde und ein Pfarrdorf im oberbayerischen Landkreis Traunstein an der Grenze zu Tirol.

## Geografie

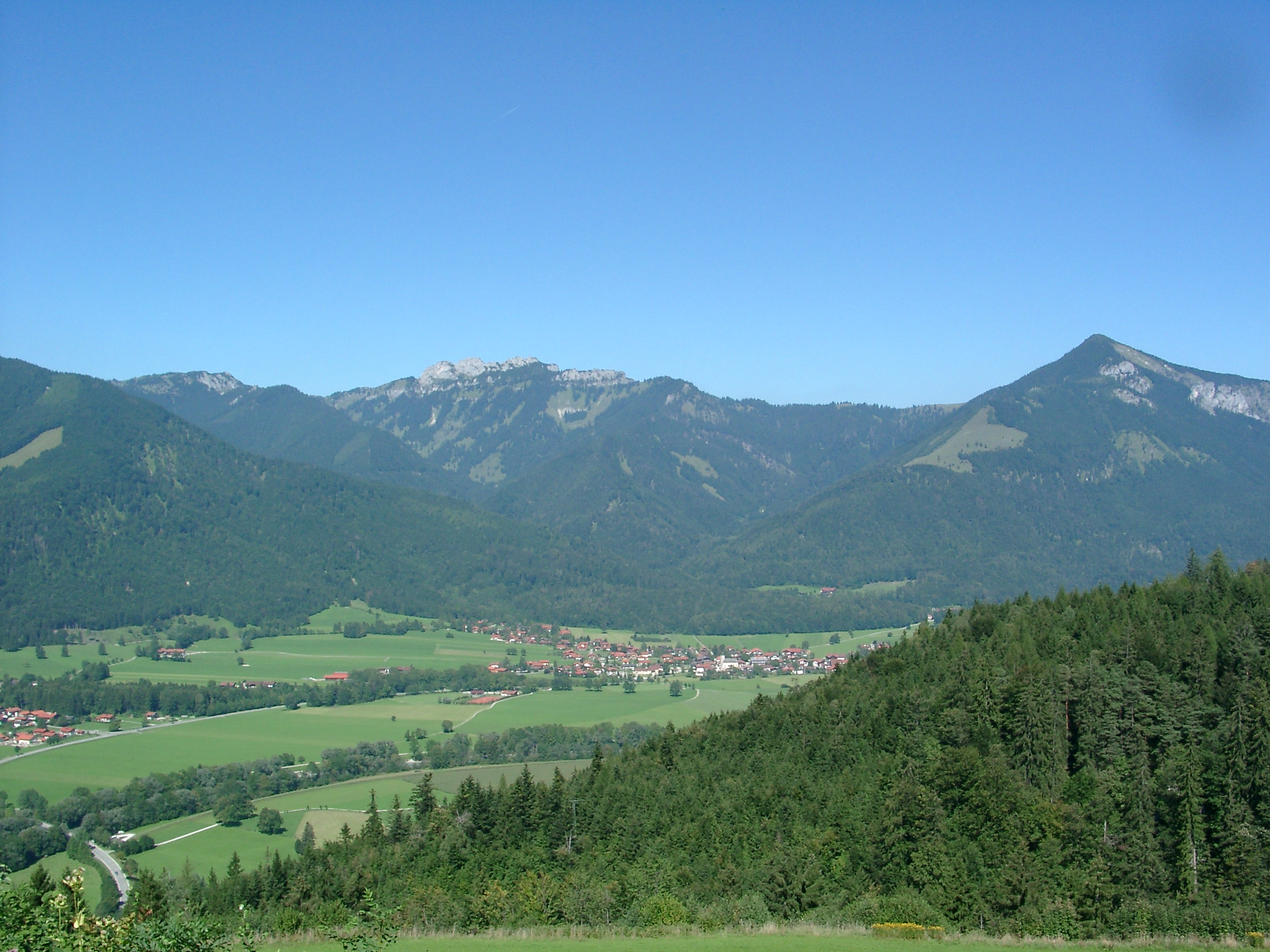
Schleching mit Kampenwand und Hochplatte

### Lage
Die Gemeinde liegt im Chiemgau südlich des Chiemsees und mitten im weiten Achental, umgeben von Bergen. Zu nennen sind vor allem die Hochplatte, der Hochgern und der Blumenberg des Achentals mit seinem Naturschutzgebiet Geigelstein.

### Gemeindegliederung
Es gibt zwölf Gemeindeteile (in Klammern ist der Siedlungstyp angegeben):
- Achberg (Dorf)
- Baumgarten (Einöde)
- Buchberg (Einöde)
- Emperbichl (Einöde)
- Ettenhausen (Dorf)
- Landerhausen (Weiler)
- Mettenham (Dorf)
- Mühlau (Dorf)
- Raiten (Kirchdorf)
- Schleching (Pfarrdorf)
- Streichen (Einöde)
- Wagrain (Weiler)

### Nachbargemeinden
Benachbarte Gemeinden sind im Norden Grassau und Marquartstein, im Osten Unterwössen, im Westen Aschau und im Süden Kössen (Österreich).

## Geschichte
In Schenkungsurkunden der Klöster Baumburg bei Altenmarkt und St. Peter in Salzburg sowie vom Domkapitel Salzburg aus der Zeit von 1122 bis 1147 wurde der Ort Slehingin zum ersten Mal erwähnt. Als unfreie Bauern waren die meisten bis Anfang des 19. Jahrhunderts Grunduntertanen des bayerischen Herzogs und des Salzburger Erzbischofs mit seinem Domkapitel. Landesherr war von jeher der bayerische Herzog.
Kirchlich wurde Schleching im Jahre 1709 zur Kuratie und 1921 zur selbständigen Pfarrei erhoben.
Am 1. April 1938 wurden Gebietsteile an die neue Gemeinde Marquartstein abgetreten.
Seit 2017 ist Schleching Teil der internationalen Alpenvereinsinitiative Bergsteigerdörfer.

### Einwohnerentwicklung
Zwischen 1988 und 2018 wuchs die Gemeinde von 1.522 auf 1.821 um 299 Einwohner bzw. um 19,7 %.

## Politik

### Gemeinderat
Die Gemeinderatswahl 2020 erbrachte folgende Stimmenanteile und Sitzverteilung:
- CSU/UBS: 84,34 % (10 Sitze)
- SPD: 15,66 % (2 Sitze)

### Bürgermeister
Josef Loferer (CSU) ist seit 1. Mai 2008 Erster Bürgermeister; dieser wurde am 15. März 2020 mit 74,75 % der Stimmen für weitere sechs Jahre gewählt.

### Wappen
| | Blasonierung: „In Gold die Halbfigur des heiligen Bischofs Remigius in blauem Pluviale mit dem goldenen Pedum in der Linken und einem Ölgefäß, über dem eine weiße Taube ihm zufliegt, in der Rechten.“ |
| Wappenbegründung: Der heilige Remigius ist der Patron der Pfarrkirche und des Dorfes Schleching. Der Heilige wurde als Wappenfigur gewählt, um an das hohe Alter des Ortes und die Christianisierung des bajuwarischen Gebiets durch fränkische Missionare an der Wende vom 8. zum 9. Jahrhundert zu erinnern. Ein Aspekt war auch, durch die Heiligenfigur einen sinnfälligen Bezugspunkt für den Heimatkundeunterricht zu schaffen. In der Zeit des Nationalsozialismus waren Heilige in Ortswappen nicht gern gesehen. Auch das Schlechinger Wappen wurde 1938 beanstandet und sollte abgeändert werden. Das Vorhaben gelangte aber nicht zur Durchführung. Das Wappen wurde am 21. Oktober 1926 durch das Staatsministerium des Innern verliehen. | |

### Flagge
Die Flagge in den Farben Blau und Gold (vertikal) mit inkludiertem Wappen auf weißem Grund im horizontalen oberen Viertel wurde am 16. August 1954 genehmigt.

## Kultur und Sehenswürdigkeiten

### Museen
Hammerschmiede von 1697 im Gemeindeteil Raiten (Achentalstraße 13)

### Bauwerke
- Pfarrkirche St. Remigius von Abraham Millauer, erbaut 1735–1758
- Friedhof mit zahlreichen schmiedeeisernen Grabkreuzen
- Wallfahrtskirche Maria zu den sieben Linden im Ortsteil Raiten
- Wallfahrtskirche St. Servatius auf dem Streichen, auch bekannt als Streichenkirche, mit Fresken aus dem 15. und 16. Jahrhundert sowie Schnitzaltären aus dem 16. Jahrhundert und einem wertvollen Kastenaltar um 1410

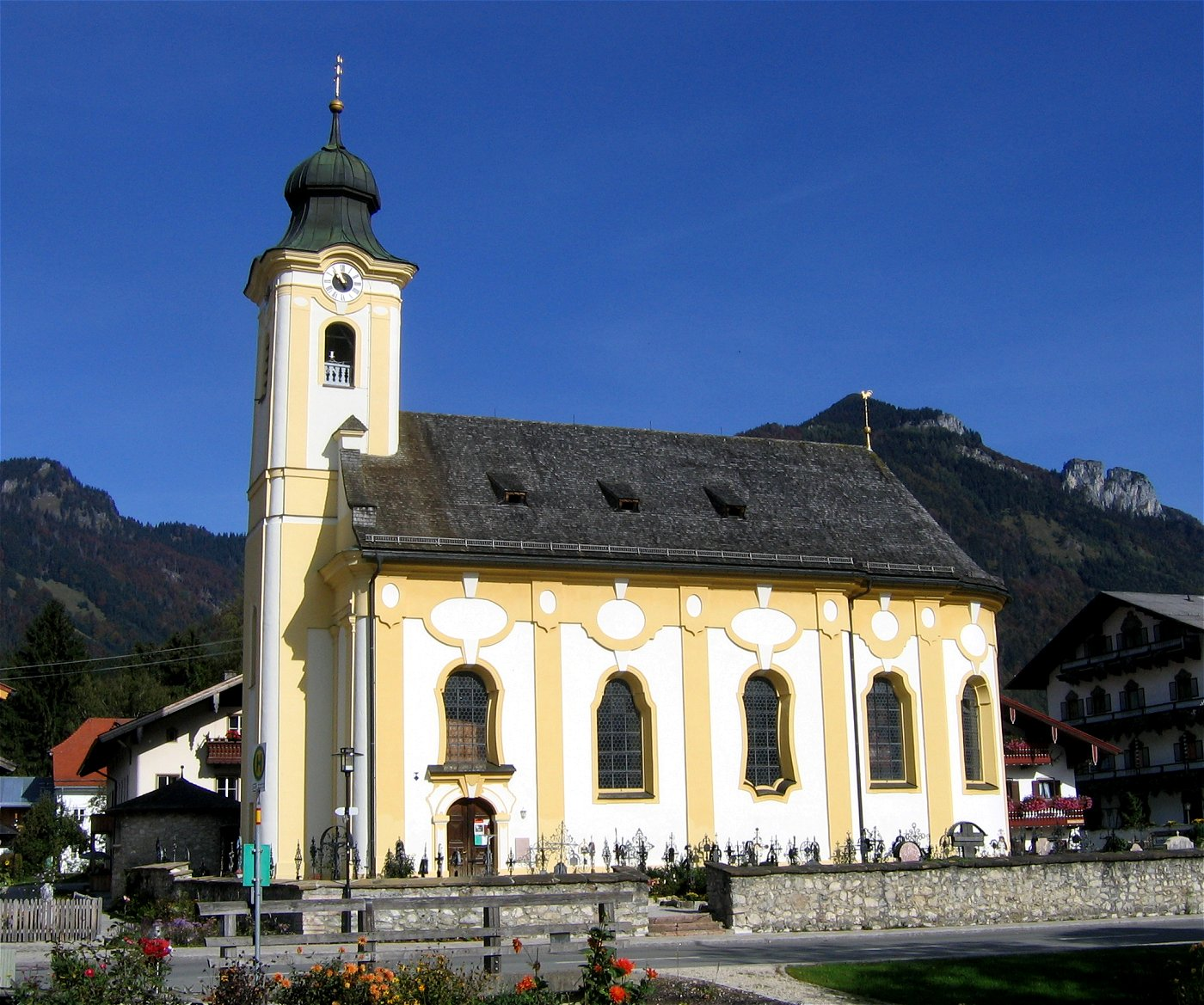
Pfarrkirche St. Remigius
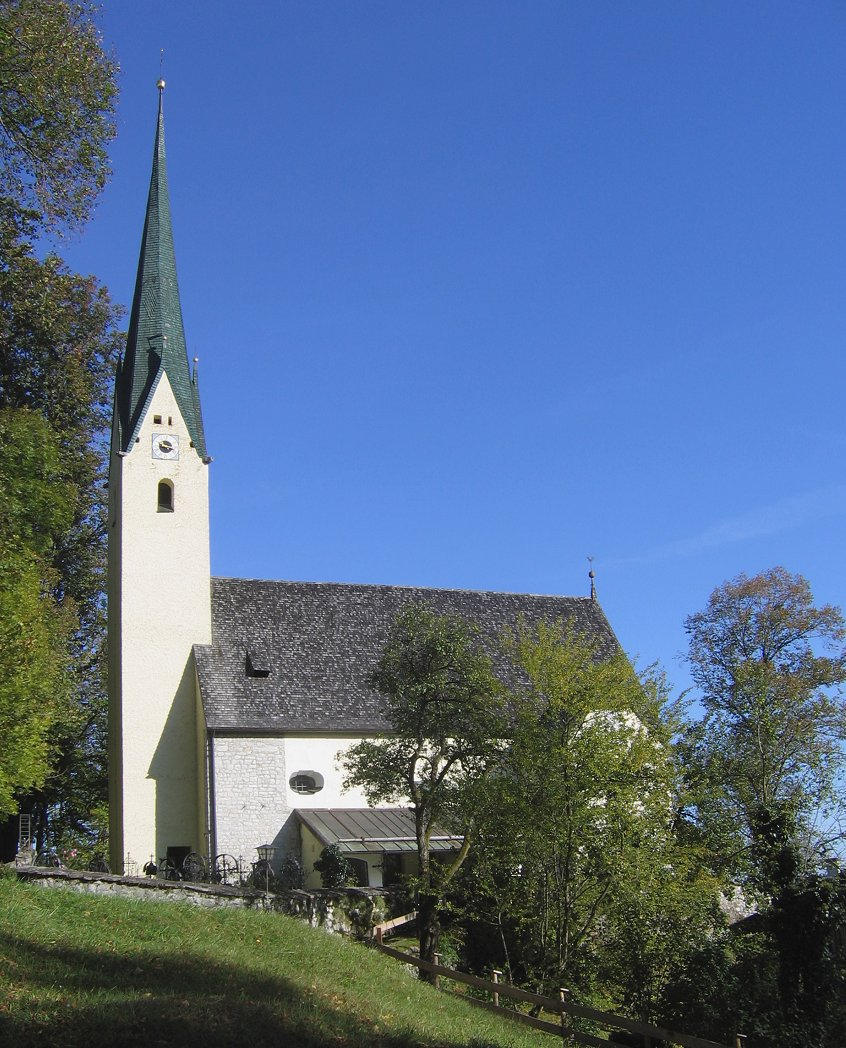
Wallfahrtskirche Maria zu den sieben Linden im Gemeindeteil Raiten
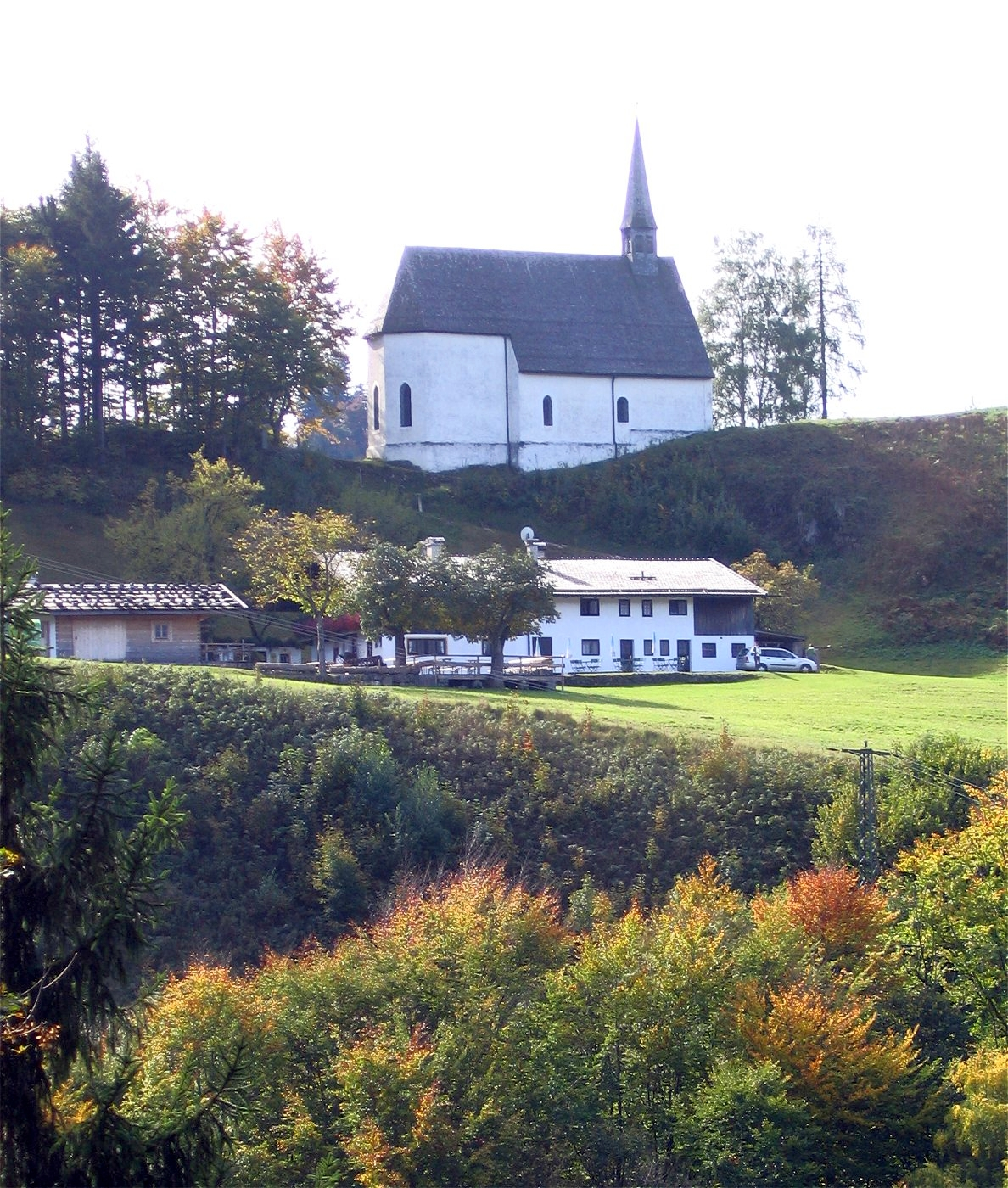
Streichenkirche bei Schleching
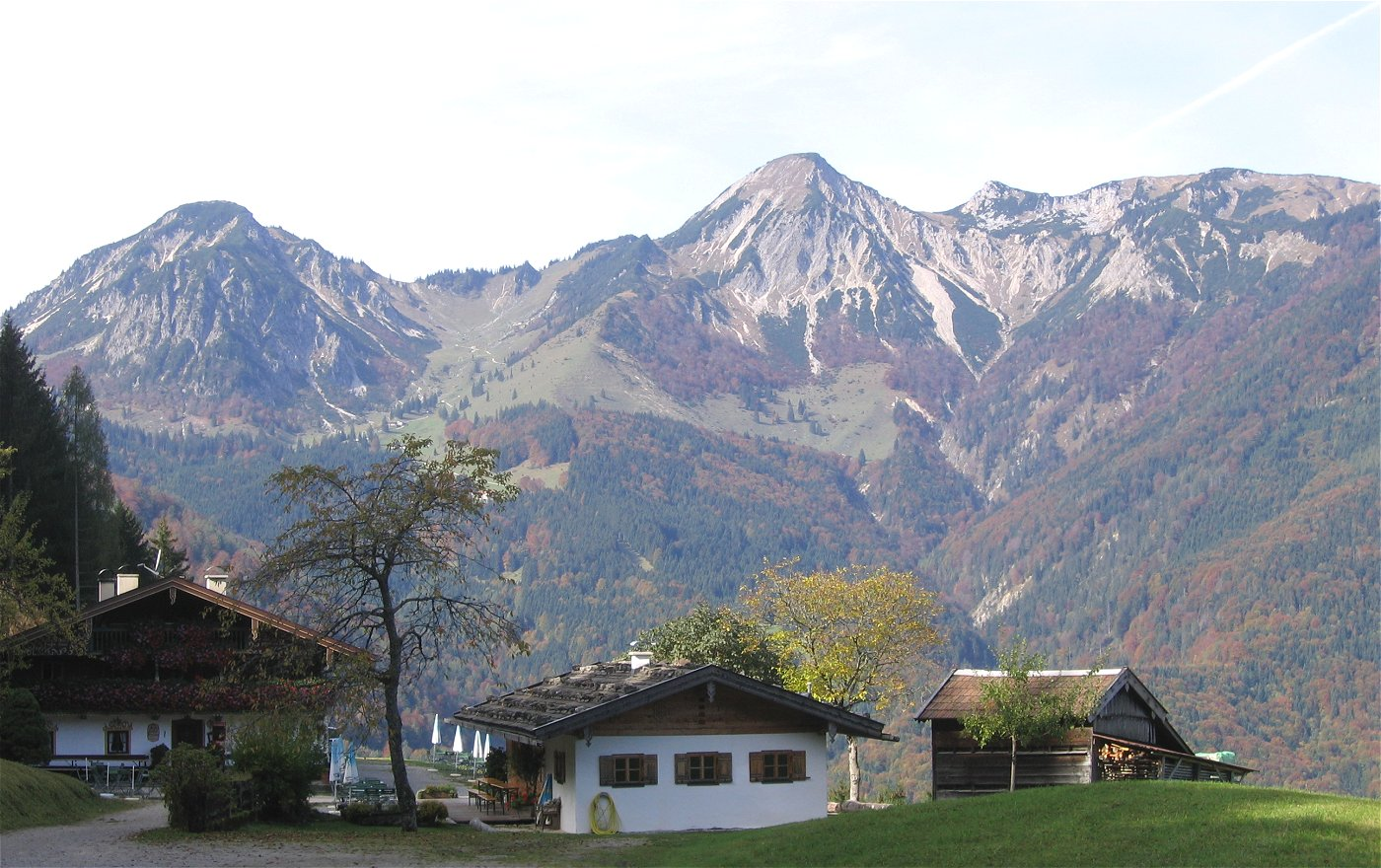
Geigelstein, gesehen von der Streichenkapelle

## Verkehr
Die nächstliegende Autobahn ist die BAB 8 zwischen Salzburg (Österreich) und München. Man erreicht Schleching über die Abfahrten Bernau (aus Richtung Westen, München) oder Grabenstätt (aus Richtung Osten, Salzburg).
Die nächsten Bahnstationen liegen in Bernau am Chiemsee, Übersee am Chiemsee und Prien am Chiemsee an der Hauptstrecke München-Salzburg. Von dort gelangt man mit folgenden Busverbindungen nach Schleching:
- ab Bahnhof Übersee mit dem RVO-Bus Linie 9509 nach Schleching oder
- ab Bahnhof Prien mit dem RVO-Bus Linie 9505 Richtung Reit im Winkl, Umsteigen in Marquartstein, Richtung Schleching.

Die nächsten Flughäfen sind München (ca. 100 km) und Salzburg (ca. 65 km), beide mit Bahnanschluss.

## Persönlichkeiten

### Söhne und Töchter der Gemeinde
- Traudl Hächer (* 1962), Skirennläuferin
- Günther Bauer (* 1972), Motorrad-Eisspeedway-Rennfahrer
- Martina Zellner (* 1974), Biathletin

### Mit der Gemeinde verbundene Persönlichkeiten
- Joseph Meurers (1909–1987), Astronom, Astrophysiker und Naturphilosoph